# Herzog Zwei
Herzog Zwei — відеогра, розроблена компанією Technosoft і випущена винятково для ігрової консолі Sega Mega Drive в Японії 1989-го року та в Європі і Північній Америці 1990-го. Є продовженням гри 1988-го року Herzog, що вийшла для домашніх комп'ютерів стандарту MSX, а також однією із засновниць жанру стратегії в реальному часі, хоч її внесок і не такий помітний, як в Dune II.
У 2005 році гра потрапила на 95 позицію списку ста найкращих ігор усіх часів за версією сайту IGN.

## Ігровий процес
Гра відбувається на місцевостях з різним ландшафтом та умовами: лісах, островах, у вулканічній місцевості. Карта видима повністю спочатку, не маючи туману війни. На ній б'ються два гравці, втілені у вигляді мехів (людина проти комп'ютера або людина проти людини) та їхні армії. У кожного гравця є головна база, знищення якої призводить до поразки. Також на карті розташовані 9 малих баз, захоплення яких (тільки піхотою) дає додаткові ресурси, які позначаються непоясненим скороченням G. На малих базах можна поповнити запас палива та забрати замовлених юнітів. На окремому екрані замовляються юніти і можна подивитися міні-карту в реальному часі. Управління здійснюється геймпадом, де, крім переміщення, використовуються три кнопки:
- A — підіймає і опускає юніт, а також перемикає між режимом робота і літака;
- B — стрільба чи вибір (у випадку натискання на екрані меню);
- C — перемикання меню.

Самі гравці мають своє втілення на карті як мехи-трансформери і можуть ходити поверхнею карти або літати над нею в режимі літака, атакувати та перевозити війська. Запас палива обмежено, в разі його вичерпання мех вибухає і повертається до своєї бази. Також обмежено і боєзапас. Заправитися та перезарядити зброю можливо на будь-який з підконтрольних баз. Знищений ворогами мех відновлюється на головній базі.
На екрані зверху відображаються по чотири шкали для кожного з гравців:
- B (англ. Base) — цілісність основної бази;
- D (англ. Damage) — цілісність меха;
- G (англ. Gun) — боєзапас;
- E (англ. Energy) — рівень палива (енергії).

За допомогою піктограм гравця сповіщають про ігрові події, що вимагають його уваги, такі як завершення створення нового юніта, необхідність його ремонту, у напрямку меха лежить ворожа ракета, чи атака основної бази.
Мех не може самостійно перемогти через витрату палива на політ до ворожої бази і маневри, тому він повинен замовляти військову техніку і давати їй накази, звані «програмами» (зміна попередньо заданої коштує 100 G), причому для цього слід спочатку взяти юніт на борт. Замовлення відбувається разом з обраною «програмою», що впливає на його вартість. Наприклад, атакувальний танк дорожчий за оборонний, який не переміщується і тому не потребує палива. Серед «програм» є й такі як «Стояти на місці», «Атакувати», «Патрулювати», «Захопити малу базу» (остання з наведених чинна тільки для піхоти). Також можна переносити техніку, наприклад, через непрохідну місцевість, перебуваючи в режимі літака. Види техніки включають піхоту, танки, кораблі і відрізняються рядом характеристик, таких як швидкість пересування і здатність до переміщення землею або водою. Всі вони доступні з самого початку. Піхота також використовується для захоплення малих баз. Максимум можна мати 50 юнітів.
Для режиму гри вдвох передбачене розділення екрану по вертикалі.

## Вплив
Herzog Zwei вплинула на розвиток жанру стратегій в реальному часі, запровадивши концепції головної бази, захоплення будівель і задавання алгоритмів поведінки військ. Разом з такими іграми, як Dune II (1992), Warcraft (1994), Command & Conquer (1995) та StarCraft (1998), вона створила сучасний образ стратегій в реальному часі. Втілення гравця на полі бою в цьому жанру як окремого юніта, на додачу до звичайних армій, не здобуло значного поширення, але використовувалося у відомих іграх, таких як Total Annihilation (1997) та Supreme Commander (2007).
Сама Herzog Zwei має духовного послідовника — гру AirMech (2014).